# بخش جون‌پور

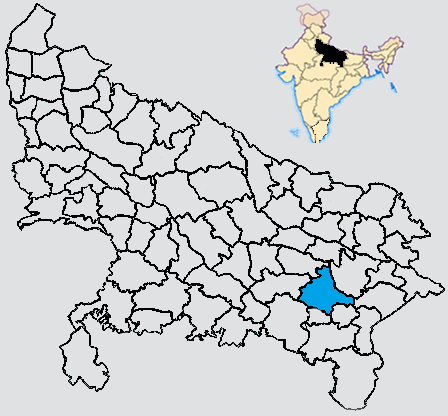
نمایی از نقشهٔ بخش جون‌پور، از بخش‌های ایالت اوتار پرادش، هند - ۲۰۱۴

بخش جون‌پور (هندی: जौनपुर ज़िला) از بخش‌های ایالت اوتار پرادش هند است.